# Al Mahed
al Mahed ("la Natività") è l'unica emittente cristiana che trasmette nei territori palestinesi.
Ha sede a Betlemme; il suo direttore è Samir Qumsieh, un imprenditore greco-ortodosso. L'ascolto della rete raggiunge il milione di spettatori.
Nata nel 1996 per iniziativa di Qumsieh, l'emittente è diventata presto un punto di riferimento anche per le altre confessioni cristiane presenti in Terra santa. Ad esempio, è un biblista cattolico del Patriarcato latino, don Peter Madros, a tenere la rubrica sul Vangelo della domenica.
I notiziari dell'emittente coprono i principali eventi di tutte le comunità cristiane di Betlemme e Gerusalemme. Ma al Mahed trasmette, ogni venerdì, anche "La luce dell'islam, un programma in cui dà voce ad un imam locale. Il palinsesto comprende una serie di programmi di servizio molto seguiti anche al di fuori della comunità cristiana.
Nel 2006 contro la sede dell'emittente sono state lanciate due bombe molotov, un chiaro gesto di intimidazione.
Alla fine del 2007 Qumsieh, non trovando come ripianare un deficit di bilancio di 45 mila euro, aveva deciso di interrompere temporaneamente i programmi. La Radio Vaticana rilanciava il suo appello: "A tutti coloro che sono interessati alla sopravvivenza dei cristiani di Terra Santa, perché aiutino la nostra stazione televisiva a continuare il suo lavoro".
La macchina degli aiuti si è messa in moto (è giunto un concreto sostegno anche dall'Italia) ed all'inizio del 2008 al Mahed ha potuto riprendere le trasmissioni.
Nel 2010 l'emittente è stata chiusa dalla polizia dell'Autorità Palestinese «a causa del mancato pagamento di  una somma dovuta per la licenza».